# Yann Clairay
Yann Clairay (ur. 2 grudnia 1983 w Laval, Mayenne) – francuski kierowca wyścigowy.

## Kariera

### Formuła Renault
W latach 2002–2004 Francuz brał udział we Francuskiej Formule Renault. Po dwóch przeciętnych sezonach (dwukrotnie 18. lokata w końcowej klasyfikacji), Yann podpisał kontrakt z konkurencyjną francuską stajnią SG Formula. Dobra współpraca zaowocowała tytułem wicemistrzowskim, z dorobkiem dziewięciu miejsc na podium (w tym dwa zwycięstwa). 
W roku 2002 Clairay zadebiutował w Europejskiej Formule Renault (wystartował wówczas w dwóch wyścigach, jednakże nie zdobył punktów). W sezonie 2004 wystąpił w pięciu rundach. W ciągu dziewięciu wyścigów, dwukrotnie stanął na podium (w tym raz zwyciężył), ostatecznie zajmując w klasyfikacji 10. lokatę. W 2005 roku wystąpił we wszystkich wyścigach. Stanąwszy ośmiokrotnie na podium (w tym trzykrotnie wygrał oraz pięć razy startował z pole position), rywalizację ukończył na 3. pozycji, w ogólnej punktacji. W sezonie 2006 ostatni raz pojawił się w tej serii. Wystąpił wówczas w jednej rundzie, rozegranej na francuskim torze Le Mans. Po nieudanym pierwszym wyścigu, w drugim stanął na podium, zajmując drugie miejsce. Nie był jednak liczony do klasyfikacji. Przez cały czas był związany z francuskim zespołem SG Formula. 

### Formuła 3
W sezonie 2007 Yann awansował do Formuły 3 Euroseries. Reprezentując francuską stajnię Signature-Plus, zmagania zakończył na 12. miejscu, w końcowej klasyfikacji. Znakomicie spisał się podczas prestiżowego wyścigu Masters of Formuła 3, w którym dojechał na drugiej lokacie. 
Rok później ponownie nawiązał współpracę z SG Formula. Stanąwszy trzykrotnie na podium, rywalizację ukończył na 9. pozycji. Pomimo progresji w europejskiej F3, w Masters of Formuła 3 nie spisał się najlepiej, ostatecznie zajmując odległe 24. miejsce.

### Wyścigi długodystansowe
W roku 2006 Clairay zadebiutował w serii wyścigów samochodów długodystansowych - Le Mans Series - w klasie LMP2. W zespole Paul Belmondo Racing, wystąpił w dwóch wyścigach. Zdobyte punkty pozwoliły Francuzowi zająć w klasyfikacji 5. pozycję, w swojej kategorii. Z tą samą ekipą (również w tej klasie), wystartował również w 24-godzinnym wyścigu Le Mans. Jego załoga wyścigu jednak nie ukończyła. 
Trzy sezony później Yann powrócił do serii, tym razem jednak startując w kategorii pojazdów GT1 (w zespole Luc Alphand Aventures). Francuz spisał się znakomicie, sięgając po tytuł już w pierwszym podejściu. We wszystkich rozegranych pięciu wyścigach nie schodził z podium, odnosząc przy tym dwa zwycięstwa. Po raz drugi w karierze wziął udział w prestiżowym dobowym wyścigu, na obiekcie Le Mans, w którym (w kategorii GT1) został sklasyfikowany na 2. lokacie. 

### Wyścigi samochodów sportowych
W sezonie 2010 Francuz zadebiutował w mistrzostwach świata samochodów sportowych - FIA GT1. Reprezentując barwy Hexis AMR, wystąpił w ośmiu wyścigach, w ostateczności zajmując w generalnej klasyfikacji 20. miejsce.